# Vlkavský rybník
Vlkavský rybník je velký rybník o rozloze asi 17,4 ha, zhruba podkovovitého tvaru o délce asi 900 m a šířce okolo 150 m, nalézající se na západním okraji obce Vlkava v okrese Mladá Boleslav.

## Historie a popis
Založen byl na počátku 16. století. Rybník je napájen říčkou Vlkavou, kterou však zdejší obyvatelé spíše nazývají Doubravka.[zdroj?]

## Mlýn
Kašpar Granovský z Granova pod rybníkem v polovině 16. století vybudoval panský mlýn. Pozdější majitel Vlkavy Adam Linhart z Najenperka se roku 1610 soudil s hejtmanem v Benátkách o spornou maximální výšku hladiny Vlkavského rybníka: Šlo o to, aby mlýn měl dostatek vody, ale i o to, aby nadměrná voda nepoškodila císařské louky.[zdroj?]
Na konci 17. století zde byl mlynářem Jan Brixi, zakladatel tzv. vlkavské větve hudebnického rodu Brixiů, ze které pocházelo několik profesionálních hudebníků. Byl otcem Šimona Brixiho, regenschoriho v pražském kostele sv. Martina ve zdi, a dědem svatovítského kapelníka Františka Xavera Brixiho a mělnického varhaníka Jana Josefa Brixiho. V držení potomků Jana Brixiho byl mlýn až do roku 1810.
Mlýn přestal být provozován roku 1877, kdy přešel do majetku cukrovaru a byl zde přistavěn nový dům čp. 64. Rybník dnes obhospodařuje Rybářství v Chlumci nad Cidlinou a.s., které hospodaří na vodních plochách v kraji Královéhradeckém, Pardubickém, Středočeském a Libereckém.[zdroj?]

## Galerie

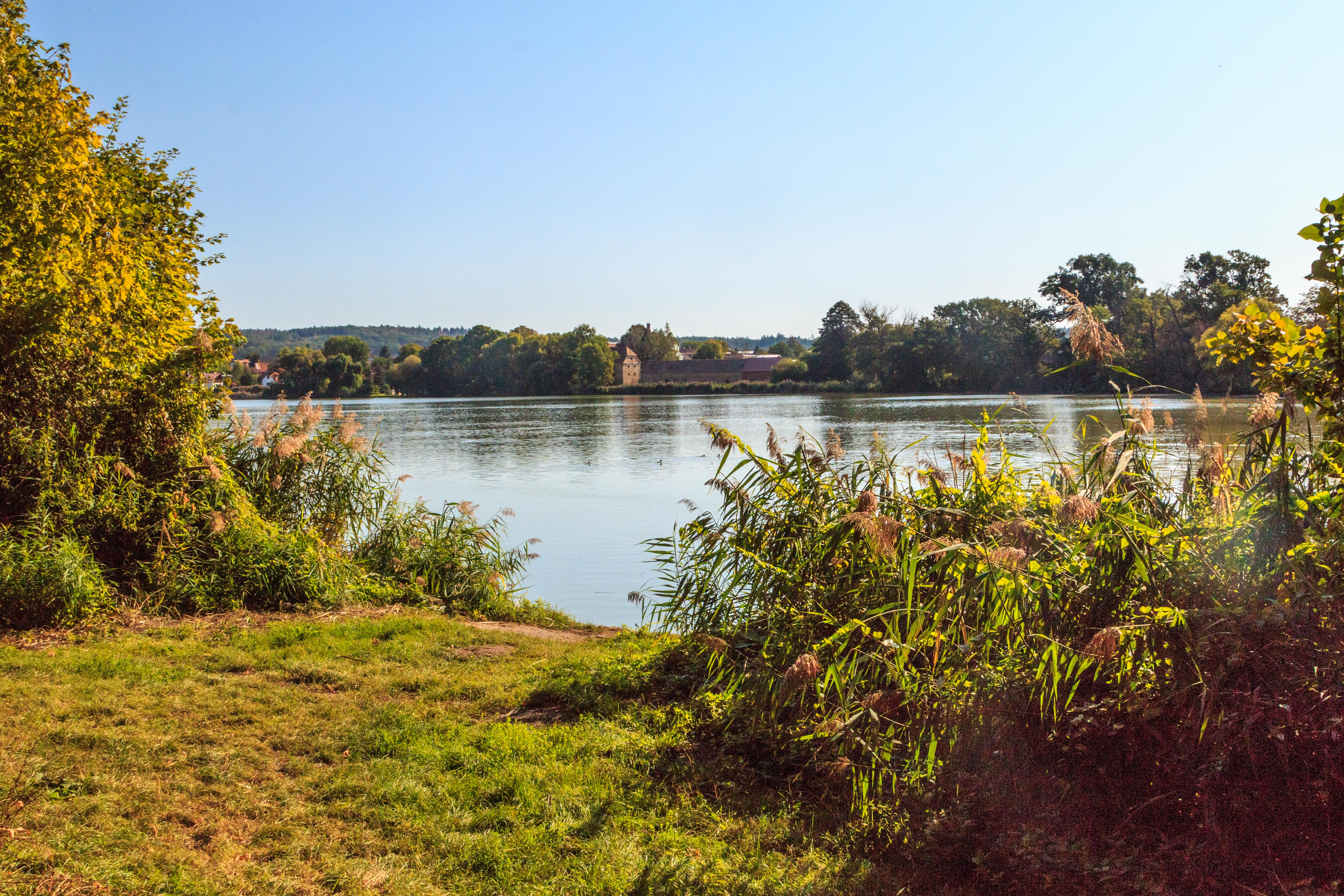
Pohled na Vlkavský rybník
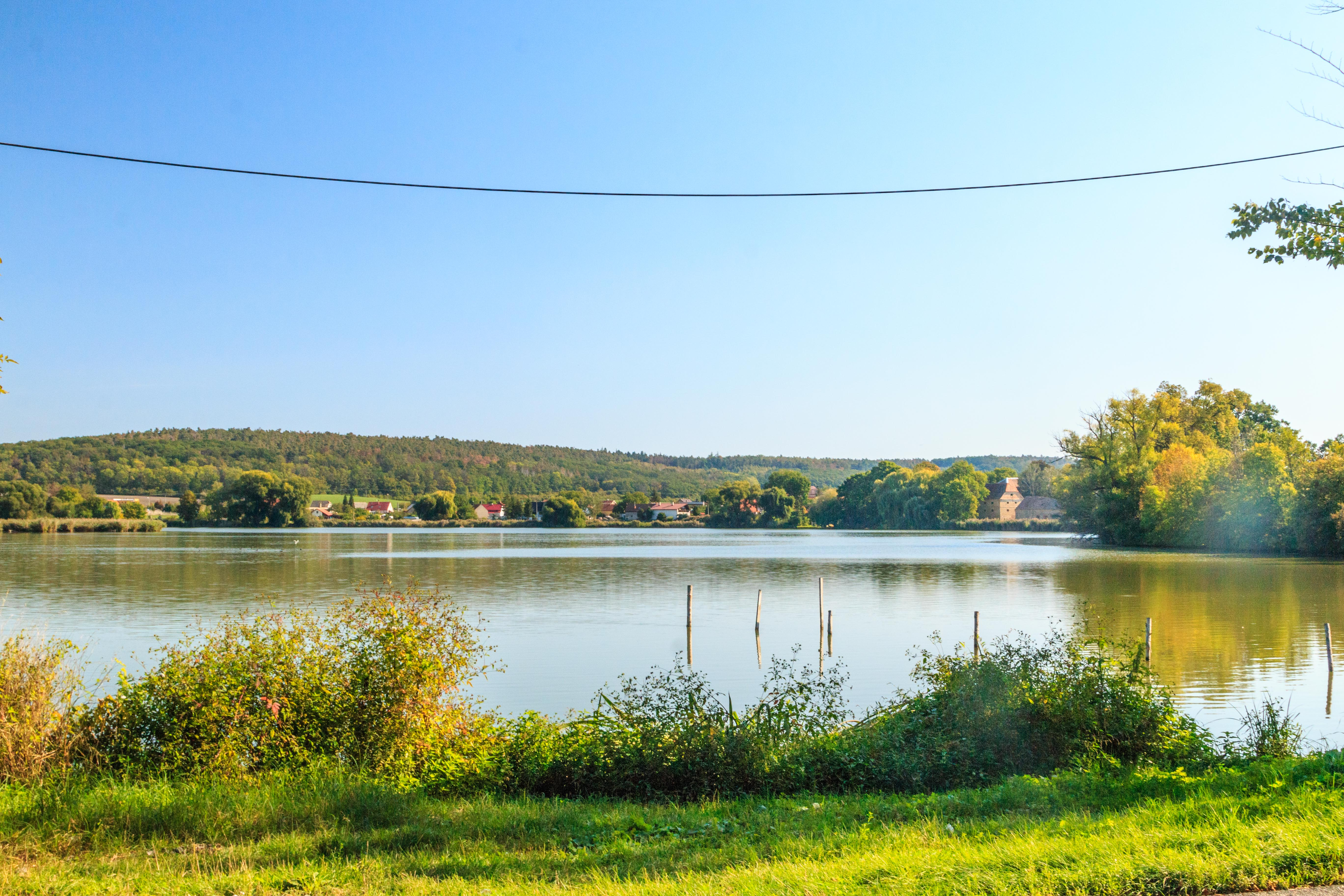
Pohled na Vlkavský rybník
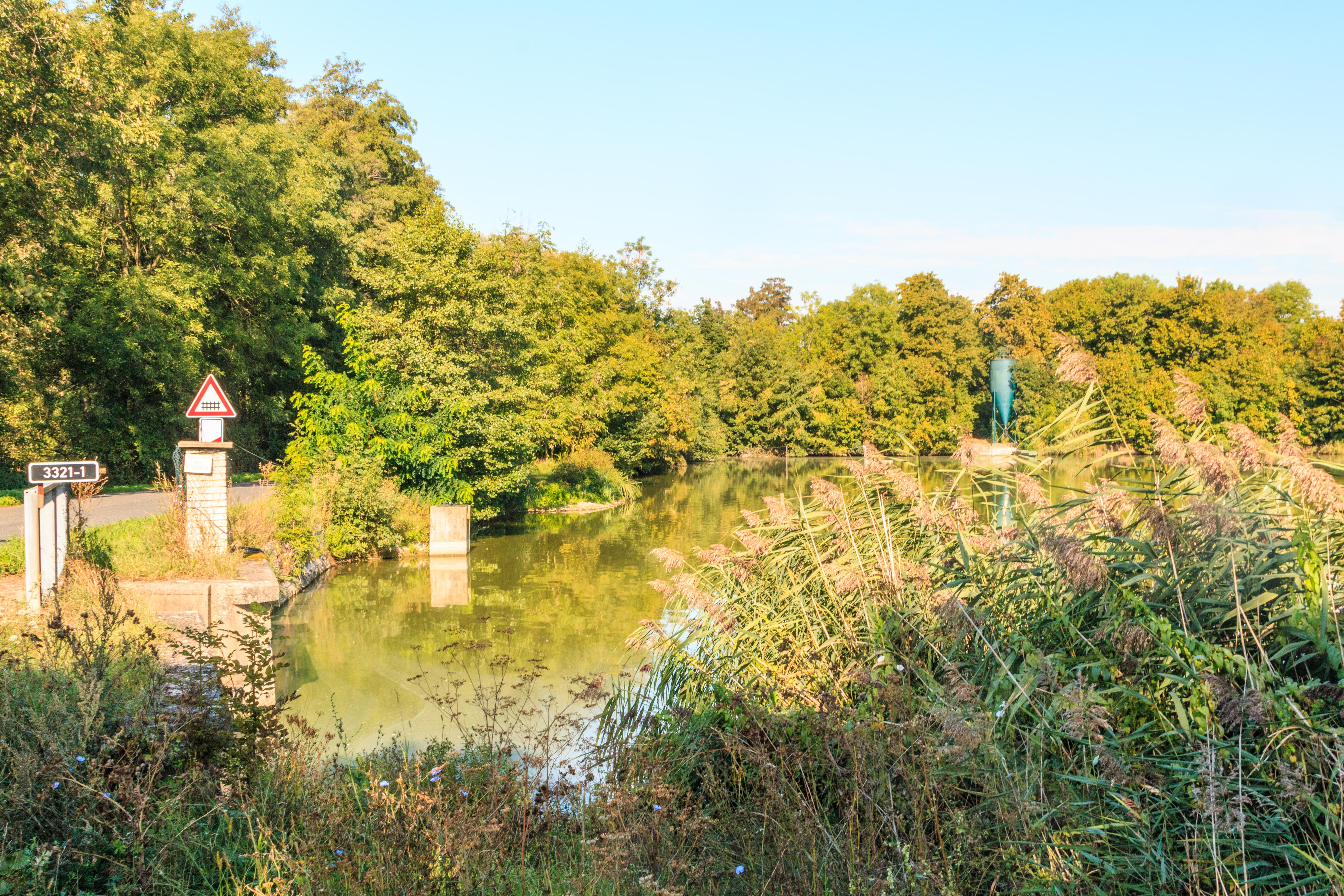
Pohled na Vlkavský rybník
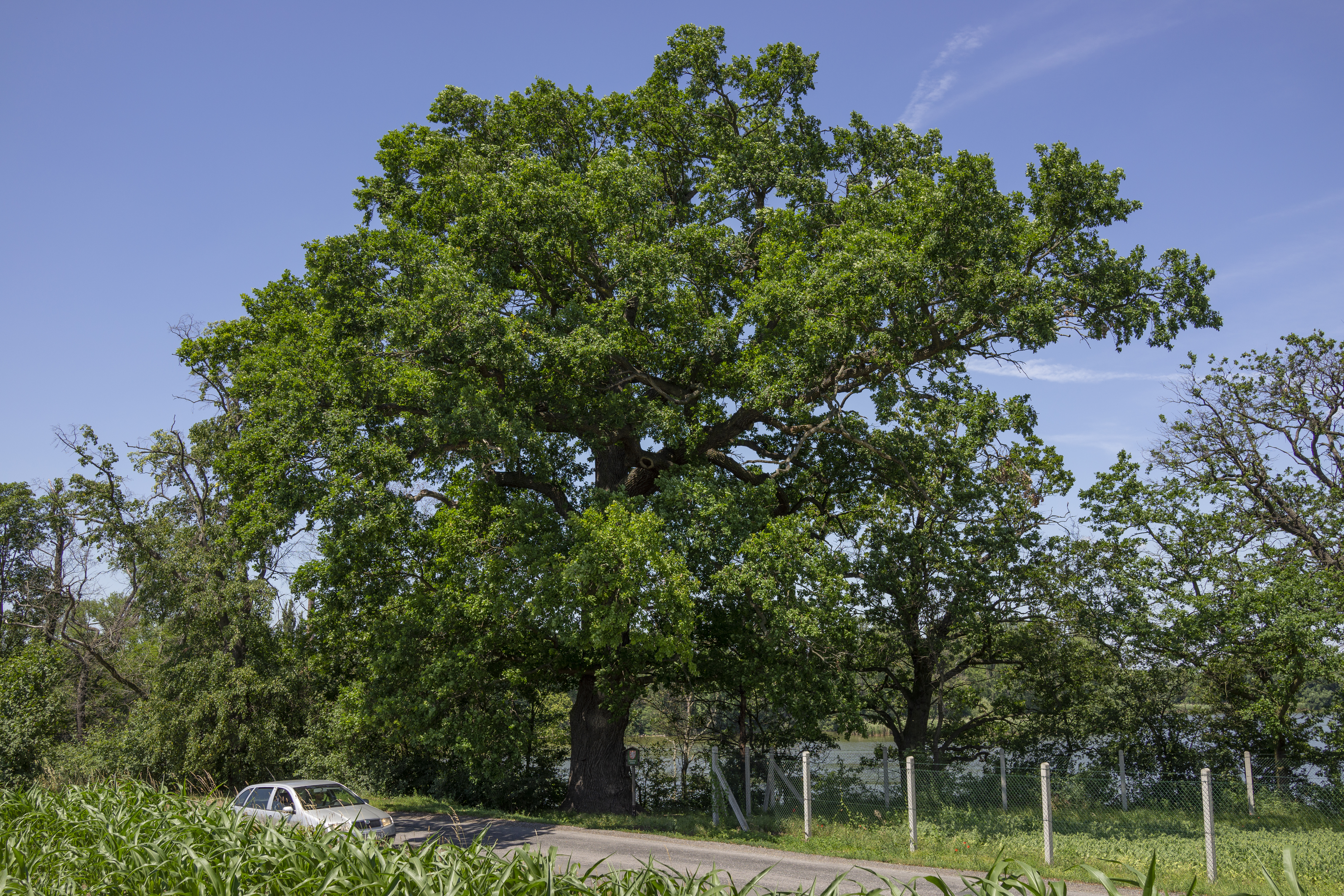
Památný dub u rybníka